# Shannonomyia lenta
Shannonomyia lenta là một loài ruồi trong họ Limoniidae. Chúng phân bố ở miền Tân bắc.